# متیو داداریو
متیو کوئینسی داداریو (انگلیسی: Matthew Quincy Daddario) (زادهٔ ۱ اکتبر ۱۹۸۷)، بازیگر آمریکایی است. وی بیشتر به خاطر بازی در نقش الک لایت وود در مجموعه تلویزیونی شکارچیان سایه در شبکه فری فورم شناخته شده‌است. او برادر کوچکتر الکساندرا داداریو است.

## ابتدای زندگی
داداریو، فرزند کریستینا داداریو، وکیل دادگستری، و ریچارد داداریو، دادستان و رئیس سابق مبارزه با تروریسم NYPD در زمان شهردار مایکل بلومبرگ، در شهر نیویورک متولد و بزرگ شد. خواهر بزرگتر او الکساندرا داداریو، بازیگر است. او همچنین یک خواهر کوچکتر به نام کاترین داداریو دارد.
پدربزرگ پدری او، امیلیو کیو داداریو، نماینده دموکرات‌ها در مجلس نمایندگان ایالات متحده برای ایالت کنتیکت از سال ۱۹۵۹ تا ۱۹۷۱ بود. او از نژاد ایتالیایی، انگلیسی، ایرلندی، مجارستانی و چکسلواکی است. داداریو در دانشگاه ایندیانا بلومینگتون، با تحصیل در رشته اقتصاد در سال ۲۰۱۰ فارغ‌التحصیل شد.

## حرفه
داداریو اولین فیلم اصلی خود را در نقش آرون در فیلم درام عاشقانه دم، به کارگردانی دریک دورموس انجام داد. در همان سال، وی در فیلم کمدی وینس وان به نام مامور تحویل، به کارگردانی کن اسکات بازی کرد. در سال ۲۰۱۴، داداریو دنی لادوسور را در فیلم درام ورزشی وقتی بازی بلند می‌ماند، به تصویر کشید و در کنار جیم کاویزل، لورا درن و الکساندر لودویگ همبازی شد. این فیلم بر اساس دستاوردهای مربی فوتبال باب لادوسور است که رکورد پیروزی در ۱۵۱ بازی را ثبت کرد.
در سال ۲۰۱۵، او در نقش کمدی گابریل در درام کمدی نوجوان نائومی و لیست بدون بوسه الی بازی کرد. در ماه مه ۲۰۱۵، اعلام شد که داداریو الک لایت وود را در مجموعه فانتزی شکارچیان سایه در شبکه فری فورم، بر اساس مجموعه رمان‌های ابزار فانی نوشته کاساندرا کلر، به تصویر می‌کشد. پخش این سریال از ۱۲ ژانویه ۲۰۱۶ آغاز شد، , و در ۶ مه ۲۰۱۹ به پایان رسید. همچنین در سال ۲۰۱۶، وی در بازسازی فیلم ترسناک تب کابین الی راث بازی کرد.

## زندگی شخصی
دادداریو در ۳۱ دسامبر ۲۰۱۷ با استر کیم ازدواج کرد. این زوج از طریق پست‌های اینستاگرامی در ماه مه سال ۲۰۲۰ اعلام کردند که در انتظار اولین فرزندشان هستند. دختر آنها در سپتامبر سال ۲۰۲۰ به دنیا آمد.

## فیلم‌شناسی

### فیلم
| سال  | عنوان                        | نقش         | یاداشت                                  |
| ---- | ---------------------------- | ----------- | --------------------------------------- |
| ۲۰۱۲ | The Debut                    | پیتر همبل   |                                         |
| ۲۰۱۳ | دم                           | آرون        |                                         |
| ۲۰۱۳ | 36 Saints                    | سباستین     |                                         |
| ۲۰۱۳ | مامور تحویل                  | چانینگ      |                                         |
| ۲۰۱۴ | Growing Up and Other Lies    | پیتر        |                                         |
| ۲۰۱۴ | When the Game Stands Tall    | دنی لادوسور |                                         |
| ۲۰۱۵ | Naomi and Ely's No Kiss List | گابریل      |                                         |
| ۲۰۱۶ | تب کابین                     | جف          |                                         |
| ۲۰۱۶ | The Last Hunt                | متایاس      | فیلم کوتاه؛ کارگردان و تهیه‌کننده اجرایی |
| ۲۰۲۱ | Trust                        | اوون        | [ ۱۶ ]                                  |

### سریال
| سال       | عنوان           | نقش          | یاداشت                  |
| --------- | --------------- | ------------ | ----------------------- |
| ۲۰۱۶–۲۰۱۹ | شکارچیان سایه   | الک لایت وود | نقش اصلی                |
| ۲۰۲۰      | تامی            | بلین         | قسمت: برای گرفتن گروگان |
| ۲۰۲۱      | چرا زنان می‌کشند | اسکوتر       | نقش اصلی (فصل دوم)      |

## جوایز و نامزدی‌ها
| سال  | اثر نامزد شده | جایزه                | دسته‌بندی                                                | نتیجه    | منبع   |
| ---- | ------------- | -------------------- | ------------------------------------------------------- | -------- | ------ |
| ۲۰۱۶ | شکارچیان سایه | جوایز برگزیده نوجوان | برگزیده تلویزیون: Breakout Star                         | برنده    | [ ۱۷ ] |
| ۲۰۱۶ | شکارچیان سایه | MTV Fandom Awards    | زوج برگزیده سال (به همراه هری شام جونیور)               | نامزدشده | [ ۱۸ ] |
| ۲۰۱۷ | شکارچیان سایه | جوایز برگزیده نوجوان | برگزیده تلویزیون: بازیگر علمی تخیلی/فانتزی              | نامزدشده | [ ۱۹ ] |
| ۲۰۱۷ | شکارچیان سایه | جوایز برگزیده نوجوان | برگزیده تلویزیون: زوج برگزیده (همراه با هری شام جونیور) | نامزدشده | [ ۲۰ ] |
| ۲۰۱۷ | شکارچیان سایه | جوایز برگزیده نوجوان | برگزیده تلویزیون: بوسه (به همراه هری شام جونیور)        | نامزدشده | [ ۲۱ ] |
| ۲۰۱۸ | شکارچیان سایه | جوایز برگزیده نوجوان | برگزیده تلویزیون: بازیگر علمی تخیلی/ فانتزی             | برنده    |        |
| ۲۰۱۸ | شکارچیان سایه | جوایز برگزیده نوجوان | برگزیده تلویزیون: زوج برگزیده (به همراه هری شام جونیور) | نامزدشده |        |